# Cyrtandra saxicola
Cyrtandra saxicola är en tvåhjärtbladig växtart som beskrevs av Rudolf Schlechter. Cyrtandra saxicola ingår i släktet Cyrtandra och familjen Gesneriaceae. Inga underarter finns listade i Catalogue of Life.